# Paralephana brunnescens
Paralephana brunnescens là một loài bướm đêm trong họ Noctuidae.